# Henrik Kristoffersen
Henrik Kristoffersen (n. 2 iulie 1994, Rælingen, Akershus, Norvegia) este un schior norvegian ce participă la Cupa Mondială de Schi Alpin și este medaliat la Jocurile Olimpice.
Născut în Lørenskog, în județul Akershus, Kristoffersen este specializat în evenimentele tehnice: slalom și slalom uriaș. Și-a făcut debutul la Cupa Mondială în martie 2012 la Kranjska Gora, Slovenia și a obținut primul său podium în noiembrie 2013, terminând pe locul al treilea la slalom la Levi, Finlanda. La Jocurile Olimpice de iarnă din 2014 de la Soci, Kristoffersen a câștigat medalia de bronz la slalom la vârsta de 19 ani, devenind cel mai tânăr medaliat olimpic masculin la schi alpin din istorie.

## Rezultate Cupa Mondială

### Clasări pe sezoane
| Sezon | Vârsta | General | Slalom | Slalom uriaș | Super-G | Coborâre | Combinata |
| ----- | ------ | ------- | ------ | ------------ | ------- | -------- | --------- |
| 2013  | 18     | 60      | 22     | 41           | —       | —        | —         |
| 2014  | 19     | 7       | 3      | 9            | —       | —        | —         |
| 2015  | 20     | 8       | 4      | 6            | —       | —        | —         |

### Victorii în curse
- 5 victorii – (2 Slalom, 1 Slalom uriaș)
- 14 podiumuri – (9 Slalom, 5 Slalom uriaș)

| Sezon | Dată        | Oraș                    | Disciplină   | Loc |
| ----- | ----------- | ----------------------- | ------------ | --- |
| 2014  | 17 nov 2013 | Levi, Finland           | Slalom       | 3   |
| 2014  | 12 ian 2014 | Adelboden, Elveția      | Slalom       | 3   |
| 2014  | 24 ian 2014 | Kitzbühel, Austria      | Slalom       | 2   |
| 2014  | 28 ian 2014 | Schladming, Austria     | Slalom       | 1   |
| 2014  | 8 mar 2014  | Kranjska Gora, Slovenia | Slalom uriaș | 3   |
| 2014  | 9 mar 2014  | Kranjska Gora, Slovenia | Slalom       | 3   |
| 2015  | 16 nov 2014 | Levi, Finland           | Slalom       | 1   |
| 2015  | 10 ian 2015 | Adelboden, Switzerland  | Slalom uriaș | 3   |
| 2015  | 17 ian 2015 | Wengen, Elveția         | Slalom       | 3   |
| 2015  | 15 mar 2015 | Kranjska Gora, Slovenia | Slalom       | 1   |
| 2015  | 21 mar 2015 | Méribel, Franța         | Slalom uriaș | 1   |
| 2016  | 6 dec 2015  | Beaver Creek, SUA       | Slalom uriaș | 3   |
| 2016  | 13 dec 2015 | Val d'Isère, Franța     | Slalom       | 1   |
| 2016  | 20 dec 2015 | Alta Badia, Italia      | Slalom uriaș | 2   |

## Rezultate Campionate Mondiale
| An   | Vârsta | Slalom | Slalom Uriaș | Super-G | Coborâre | Combinata |
| ---- | ------ | ------ | ------------ | ------- | -------- | --------- |
| 2013 | 18     | DNF2   | 20           | —       | —        | —         |
| 2015 | 20     | 4      | 13           | —       | —        | —         |

## Rezultate Jocuri Olimpice
| An   | Vârsta | Slalom | Slalom Uriaș | Super-G | Coborâre | Combinata |
| ---- | ------ | ------ | ------------ | ------- | -------- | --------- |
| 2014 | 19     | 3      | 10           | —       | —        | —         |

## Legături externe
- en Henrik Kristoffersen la Olympedia.org